# 吴梧桐
吴梧桐（1937年—），男，福建漳州人，中国生物化学家、生物制药专家，曾任中国药科大学教授、博士生导师，国务院学位委员会学科评议组成员，中国生物化学与分子生物学会理事。